# L'esprit s'amuse (pièce de théâtre)
Pour les articles homonymes, voir L'esprit s'amuse.
L'esprit s'amuse (Blithe Spirit) est une pièce de théâtre comique créée par Noël Coward en 1941.

## Argument
Le romancier mondain Charles Condomine invite Madame Arcati, une médium excentrique, pour qu'elle conduise une séance de spiritisme dans l'espoir d'y puiser de la matière pour son prochain livre. Après la séance, Condomine s'aperçoit qu'il est désormais hanté par le fantôme d'Elvira, son agaçante et caractérielle première épouse. Elvira essaie continuellement de perturber le mariage de Charles et Ruth, sa seconde épouse qui ne peut quant à elle ni voir ni entendre le fantôme.

## Personnages
- Charles Condomine
- Ruth Condomine, sa seconde épouse
- Elvira Condomine, sa première épouse
- Madame Arcati, une médium
- Docteur George Bradman, un ami de Condomine
- Mrs. Bradman, sa femme
- Edith, une domestique

## Production
Créée dans le West End le 2 juillet 1941, la pièce établit un nouveau record en étant jouée à 1 997 reprises. Elle fut ensuite présentée à Broadway à partir du 5 novembre 1941 et y fut jouée 657 fois en moins d'un an.
Elle est reprise régulièrement par des compagnies de théâtre au Royaume-Uni et aux États-Unis. Elle a été adaptée au cinéma en 1945 sous le même titre, ainsi qu'en 2020, également sous le même titre. Elle a également été adaptée en comédie musicale, High Spirits en 1964.